# Kiskunhalas vezetőinek listája
Kiskunhalas város vezetőinek, képviselőinek listája

## A város vezetői

### Főbírók (1636-1872)
- Tegzős János 1636
- Berták Péter 1647
- Sáfrány Mihály 1658
- Tegzes János 1667
- Haraszti András 1678
- Farkas Ábrahám 1683
- Szabó János 1685
- Sajtos Balázs 1686
- Farkas Ábrahám 1687
- Farkas Ábrahám 1692
- Vuxa (Oláh) Mihály 1693
- Kis István 1695
- Kovács Mihály 1696
- Farkas Gergely 1697
- Tóth György 1698
- Szabó István 1699
- Albert András 1699
- Farkas Gergely 1700
- Kovács Mihály 1701
- Kis István 1702
- Saji István 1702
- Sándor Mátyás 1703
- Gyulai Mihály 1704
- Saji István 1705
- Matkó István 1706
- Darányi János 1707
- Kovács István 1709
- Gyulai Mihály 1710
- Farkas Gergely 1711
- Farkas Gergely 1712
- Saji István 1713
- Szabó János 1715
- Simon János 1716
- Farkas Gergely 1717
- Gáspár (Péter) Ferenc 1718
- Péter Ferenc 1718
- Egyed Izsák 1719
- Kovács András 1720
- Albert János 1721
- Farkas Gergely 1722
- Albert János 1722 - 1723
- Nagy Máté 1723 - 1724
- Simon János 1724 - 1724
- Péter Ferenc 1725 - 1726
- Farkas Gergely 1726 - 1727
- Kovács András 1727 - 1728
- Darányi István 1728 - 1729
- Egyed Izsák 1729
- Kis György 1730
- Péter István 1730 - 1731
- Molnár Mihály 1731 - 1732
- Simon János 1732 - 1733
- Kis György 1733 - 1734
- Péter István 1734 - 1735
- Molnár Mihály 1735 - 1736
- Kovács János 1736 - 1737
- Modok Gergely 1737 - 1738
- Darányi István 1738 - 1739
- Molnár Mihály 1739 - 1740
- Pásith István 1740 - 1741
- Ágoston István 1741 - 1742
- Boros Mihály 1742 - 1743
- Nagy Gergely 1743 - 1744
- Egyed István 1744 - 1745
- Nagy János 1745 - 1746
- Torma István 1746 - 1747
- Ágoston István 1747 - 1748
- Modok Gergely 1748 - 1749
- Egyed István 1749 - 1750
- Pásith István 1750 - 1751
- Péter Ferenc 1751 - 1752
- Péter Ferenc 1752 - 1753
- Ágoston István 1753 - 1753
- Pásith István 1753 - 1753
- L. Nagy András 1754 - 1754
- Szabó Gergely 1754 - 1755
- Szabó Gergely 1755 - 1756
- Búza Mihály 1756 - 1757
- Hajós András 1757 - 1758
- Sándor János 1758 - 1759
- Péter Ferenc 1759 - 1760
- Kocsi György 1760 - 1760
- Tóth Mihály 1760 - 1761
- Tari István 1761 - 1762
- Tari István 1762 - 1763
- Szabó Gergely 1763
- Kocsi György 1763 - 1764
- Tari István 1764 - 1765
- Molnár János 1765 - 1766
- L. Nagy András 1766 - 1767
- Tari István 1767 - 1768
- Tari István 1768 - 1769
- Búza Mihály 1769 - 1770
- Molnár János 1770 - 1771
- Molnár János 1771 - 1772
- Gál János 1772 - 1773
- Gál János 1773 - 1774
- Taxonyi István 1774 - 1775
- Taxonyi István 1775 - 1776
- Tari István 1776 - 1777
- Tari István 1777 - 1778
- Péter István 1778 - 1779
- Péter István 1779 - 1780
- Torma István 1780 - 1781
- Torma István 1781 - 1782
- Péter István 1782 - 1783
- László Mihály 1783 - 1784
- Péter István 1784 - 1785
- Szűry Sándor 1785 - 1786
- Szűry Sándor 1786 - 1787
- Torma István 1787 - 1788
- Torma István 1788 - 1789
- Péter István 1789 - 1790
- Péter István 1790 - 1791
- Bikády István 1791 - 1792
- Bikády István 1792 - 1793
- Bibó György 1793 - 1794
- Kocsi Mihály 1794 - 1795
- Kocsi Mihály 1795 - 1796
- Péter István 1796 - 1797
- Túróczy István 1797 - 1798
- Túróczy István 1798 - 1799
- Túróczy István 1799 - 1800
- Tari István 1800 - 1801
- Túróczy István 1801 - 1802
- Túróczy István 1802 - 1803
- Besnyei Gergely 1803 - 1804
- Szűry Sándor 1804 - 1806
- Túróczy István 1805 - 1806
- Tary István 1806 - 1807
- Tary István 1807 - 1808
- Tary István 1808 - 1809
- Tegzes János 1809 - 1810
- Túróczy István 1810 - 1811
- Gál János 1811 - 1812
- Tary István 1812 - 1813
- Tary István 1813 - 1814
- Túróczy István 1814 - 1815
- Tegzes János helyettes 1815 - 1815
- Végi Mihály 1815 - 1816
- Péter László 1816 - 1817
- Tary István 1817 - 1818
- Torma Mihály 1818 - 1819
- Torma Mihály 1819 - 1820
- Tary István 1820 - 1821
- Tary István 1821 - 1822
- Bibó István 1822 - 1823
- Bibó István 1823 - 1824
- Péter László 1824 - 1825
- Péter László 1825 - 1826
- Torma Mihály 1826 - 1827
- Torma Mihály 1827 - 1828
- Péter László 1828 - 1829
- Tary István 1829 - 1830
- Péter László 1830 - 1831
- Péter László 1831 - 1832
- Tary István 1832 - 1833
- Tary István 1833 - 1834
- Torma Mihály 1834 - 1835
- Torma Mihály 1835 - 1836
- Bessnyei Vince 1836 - 1837
- Bessnyei Vince 1837 - 1838
- Baky József 1838 - 1839
- Baky József 1839 - 1840
- Baky József 1840 - 1841
- Csicsvai András 1841 - 1842
- Bikádi János 1842 - 1843
- Bikádi János 1843 - 1844
- Bikádi János 1844 - 1845
- Bikádi János 1845 - 1846
- Gózon Imre 1846 - 1847
- Gózon Imre 1847 - 1848
- Pap Sándor 1848 - 1849
- Füzik Pál 1849
- Füzik Pál 1849 - 1850
- Gózon Imre 1850 - 1853
- Thorma Imre 1853 - 1855
- Spühler Vilmos 1855 - 1861
- Tary Gerzson 1861 - 1862
- Orsai (Spühler) Vilmos 1862 - 1866
- Pásith Antal 1866 - 1867
- Török Elek 1867
- Tary Gerzson 1867
- Szekér József 1867 - 1872

### Polgármesterek (1872-1950)
- dr. Vári Szabó István 1872-1891, 1893-1903
- dr. Tóth Kálmán 1891-1893
- dr. Nagy Mór 1903-1909
- Silling Ede 1909-1918
- dr. Kolozsváry Kiss István 1918-1920
- dr. Thuróczy Dezső 1920-1930
- dr. Fekete Imre 1930-1939
- dr. Kathona Mihály 1939-1944
- Kökény Mihály 1944
- dr. Halász D. Sándor 1944-1945
- dr. Kovács Tibor 1945-1947
- dr. Gusztos Károly 1947-1948
- Horváth István 1948-1950

### Tanácselnökök (1950-1990)
- Szécsi Ferencné 1950-1952
- Papp Ádám 1952-1954
- Reile Géza 1954-1960
- Vincze Ferenc 1960-1973
- Tánczos Sándor 1973-1985
- Szabó Károly 1985-1988
- Somogyi Antal (tanácselnök helyettes) 1988-1990

### Polgármesterek (1990 óta)
- Tóth Zoltán 1990-2002
- dr. Várnai László 2002-2010
- Gyovai István 2010-2014
- Fülöp Róbert 2014-

## Országgyűlési és nemzetgyűlési képviselők

### 1848–1849–es országgyűlés
- Gózon Imre 1848–1849

### 1861-es országgyűlés
- Péter Miklós 1861

### A dualizmus alatt (1865–1915)
- Szilády Áron 1865–1878
- Mocsáry Lajos 1878–1887
- dr. Farkas Imre 1887–1892
- Kolozsváry-Kiss István 1892–1901
- dr. Babó Mihály 1901–1910
- dr. Hegedűs Kálmán 1910–1915

### A két világháború között (1920–1944)
- dr. Kolozsváry-Kiss István 1920–1922
- báró dr. Prónay György 1922–1930
- Farkas Elek 1927–1930
- dr. Musa István 1931–1935
- gróf Teleki Mihály 1935–1944

### A második világháború után (1945–1949)
- Borbás Imre 1944–1945
- Bundzsák István 1944–1947
- Dobó (Schinner) István 1944–1945
- Balla Antal 1945–1947
- Macskási József 1945–1947
- Nagy Szeder István, ifj. 1947
- Bús Imre 1947–1949
- Harnóczy Kálmán 1947–1949

### A kommunista egypártrendszer idején (1967–1990)
- dr. Varga Jenő 19671971
- Nagy Csaba 1971–1980
- Hegedűs Zsuzsanna 1980–1985
- Tóth Istvánné 1985–1990

### A rendszerváltás után (helyben választott) (1990 óta)
- dr.  Horváth László 1990–1994
- dr. Várnai László 1994–1998
- dr.   Szabó Erika 1998–2010
- Lukács László 2010–2014
- Bányai Gábor 2014–